# Zlatá Baňa
Zlatá Baňa (bis 1927 slowakisch auch „Zlaté“; ungarisch Aranybánya) ist eine Gemeinde in der Ostslowakei, mit 431 Einwohnern (Stand 31. Dezember 2024). Sie liegt im Okres Prešov, einem Kreis des Prešovský kraj.

## Geographie

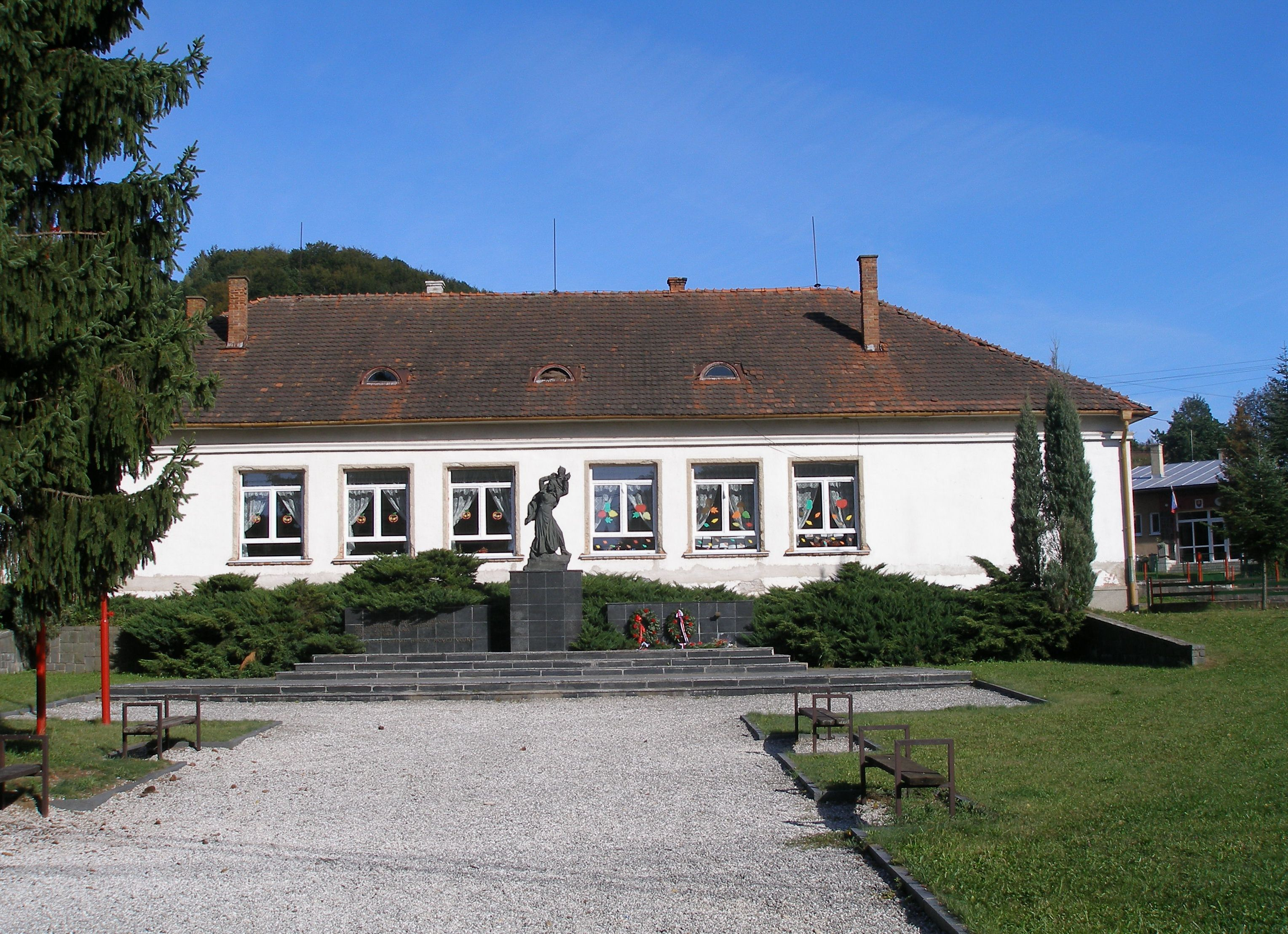
Haus und Denkmal

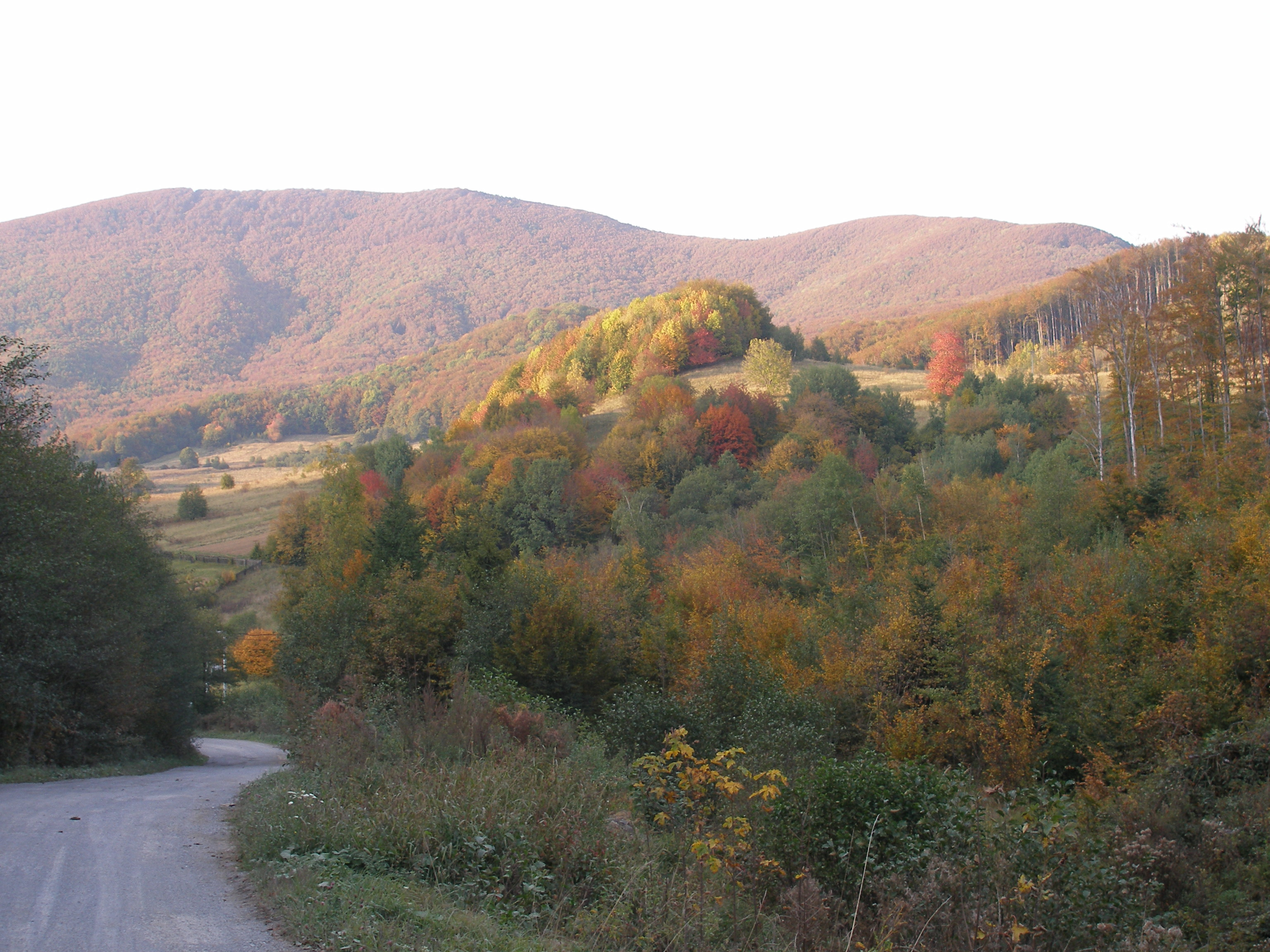
Umliegende Landschaft im Herbst

Die Gemeinde liegt im Gebirge Slanské vrchy, an drei Bächen: Delňa, Jozefka und Rakuvpotok. Der höchste Punkt auf dem Gemeindegebiet ist der Berg Šimonka (1092 m n.m.), das Ortszentrum liegt auf einer Höhe von 590 m n.m. Zlatá Baňa liegt 16 Kilometer östlich von Prešov sowie 40 Kilometer nördlich von Košice.
Verwaltungstechnisch gliedert sich die Gemeinde in die Ortsteile Sigord und Zlatá Baňa.

## Geschichte
Der Ort entstand im 16. Jahrhundert auf damaligen Gemeindegebiet von Lesíček und wurde zum ersten Mal 1550 schriftlich erwähnt. Der Ortsname (wörtlich „Goldgrube“) erinnert an den versuchten Goldbergbau im Zeitraum 1730–1861, der aber weitgehend erfolglos war. 1828 sind drei Häuser und 25 Einwohner verzeichnet. Erst um die Hälfte des 19. Jahrhunderts wurde der Ort selbstständig und war im späten 19. Jahrhundert durch Lehmförderung gekennzeichnet, die zur örtlichen Kachelherstellung verwendet war. Anfang des 20. Jahrhunderts förderte man Antimon, bevor der Abbau durch den Ersten Weltkrieg gestoppt wurde.
Heute orientiert sich die Gemeinde an den Fremdenverkehr.

## Bevölkerung
| Jahr                | 1994 | 2004    | 2014    | 2024    |
| ------------------- | ---- | ------- | ------- | ------- |
| Anzahl der Personen | 406  | 416     | 451     | 431     |
| Unterschied         |      | +2,46 % | +8,41 % | −4,43 % |

| Jahr                | 2023 | 2024    |
| ------------------- | ---- | ------- |
| Anzahl der Personen | 445  | 431     |
| Unterschied         |      | −3,14 % |

Ergebnisse der Volkszählung 2001 (413 Einwohner):
| Nach Ethnie: - 99,27 % Slowaken - 0,24 % Russinen - 0,24 % Ukrainer - 0,24 % Tschechen | Nach Religion: - 94,73 % römisch-katholisch - 3,63 % griechisch-katholisch - 0,97 % evangelisch - 0,97 % konfessionslos |

## Bauwerke
- römisch-katholische Kirche, 1975 als Bethaus fertiggestellt, mit dem erst 1998 hinzugefügten Turm